# Mänskligt villebråd
Mänskligt villebråd (originaltitel: The Most Dangerous Game) är en amerikansk pre-code thriller-skräckfilm från 1932 i regi av Irving Pichel och Ernest B. Schoedsack. I huvudrollerna ses Joel McCrea, Fay Wray och Leslie Banks. Filmen hade urpremiär i USA den 16 september 1932. I Sverige totalförbjöds den.
Filmen är baserad på novellen The Most Dangerous Game från 1924 av Richard Connell.

## Handling
En lyxyacht går på grund och sjunker utanför Sydamerikas västkust när den försöker segla genom en kanal. Enda överlevande är storviltsjägaren och författaren Bob Rainsford som lyckas simma iland på en ö. Rainsford tar sig till ett château på ön där han blir mottagen av dess ägare, greve Zaroff. Zaroff, med rysk kosackbakgrund, berättar om sitt stora jaktintresse samt introducerar Rainsford för sina andra gäster, syskonen Eve och Martin Trowbridge, som även de landat på ön genom skeppsbrott. Snart visar det sig dock att greve Zaroffs jaktintresse tagit sig mer okonventionella former.

## Produktion
Filmen producerades av samma produktionslag (RKO Radio Pictures) som låg bakom 1933 års monster-äventyrsfilm King Kong, och de två filmerna spelades delvis in parallellt med varandra på samma inspelningsplats och med liknande djungeldekor. Flertalet skådespelare medverkade i båda filmerna, bland dem Fay Wray och Robert Armstrong.

## Inflytande
Mänskligt villebråd var den första filmatiseringen av Richard Connells originalberättelse The Most Dangerous Game från 1924, som senare kommit att stå som inspiration för ett flertal efterföljande filmer, bland annat 1945 års A Game of Death och 1956 års Fly för livet. Även senare filmer som The Running Man (1987) och The Hunger Games (2012) lånar inspiration från samma koncept.
I thrillern Zodiac från 2007 av David Fincher känner Jake Gyllenhaals verklighetsbaserade karaktär Robert Graysmith igen citat från Mänskligt villebråd i brev som skickats till hans nyhetsredaktion av den påstådde Zodiac-mördaren.

## Rollista (i urval)
- Joel McCrea – Bob Rainsford
- Fay Wray – Eve Trowbridge
- Leslie Banks – greve Zaroff
- Robert Armstrong – Martin Trowbridge
- Noble Johnson – Ivan
- Steve Clemente – tartaruppassare
- Dutch Hendrian – betjänt
- William B. Davidson – kapten
- James Flavin – förste styrman
- Buster Crabbe – sjöman

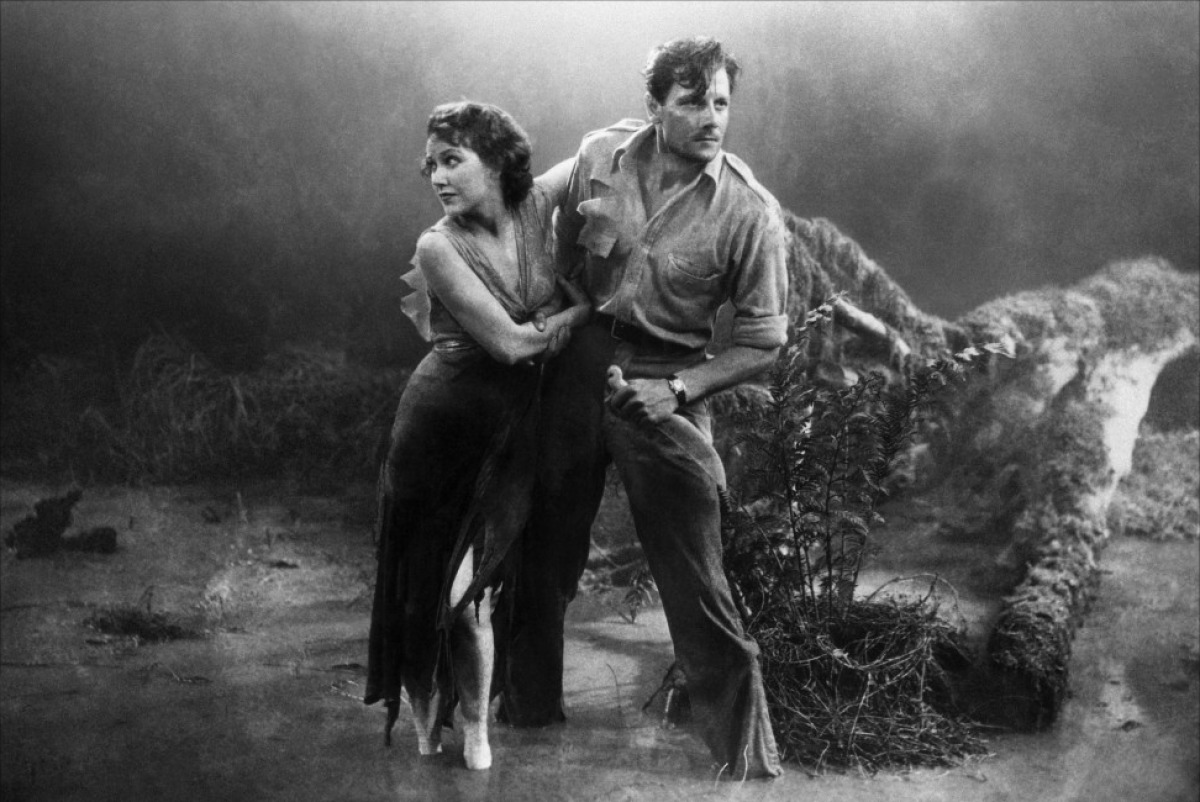
Fay Wray och Joel McCrea
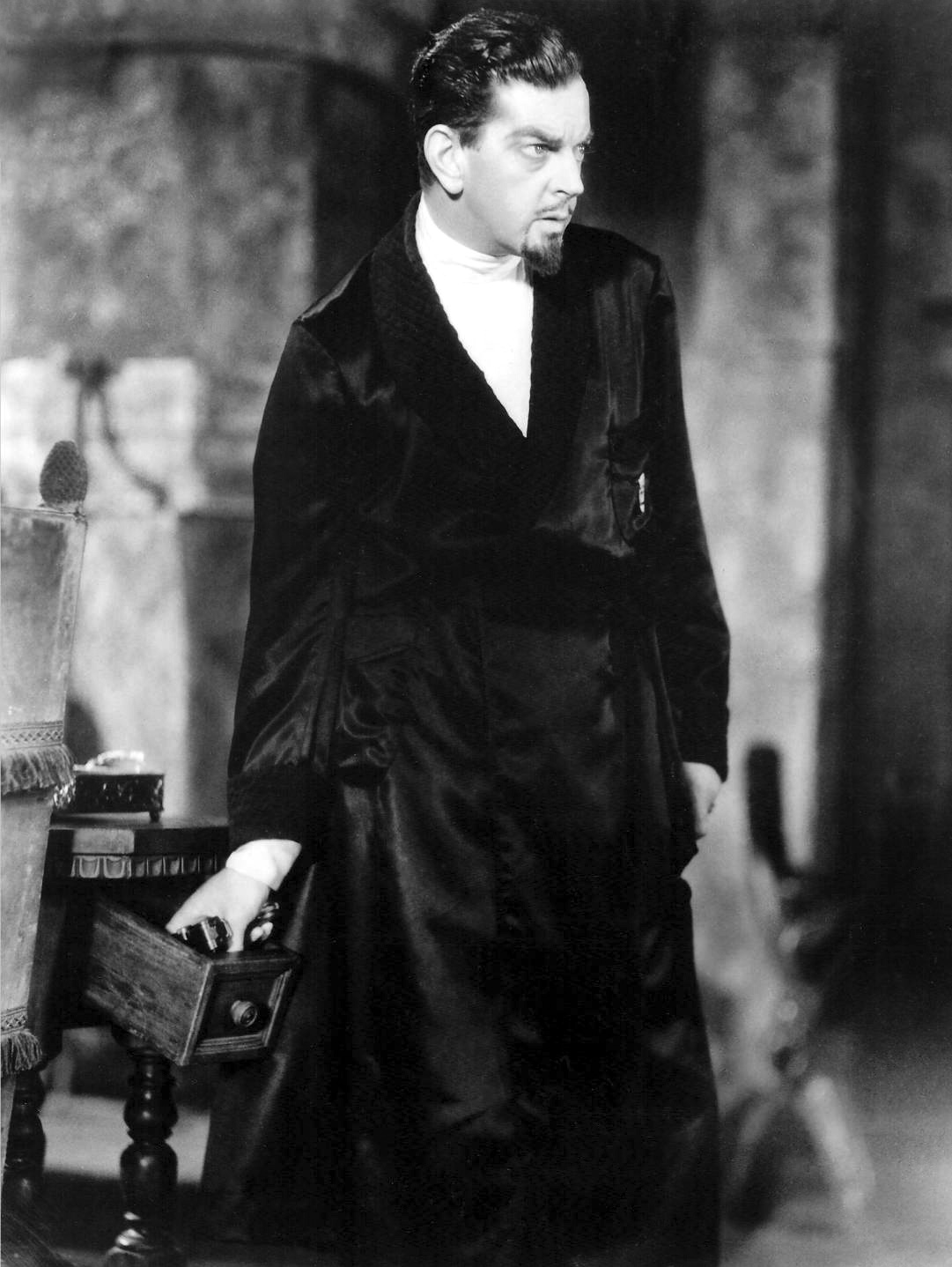
Leslie Banks som greve Zaroff
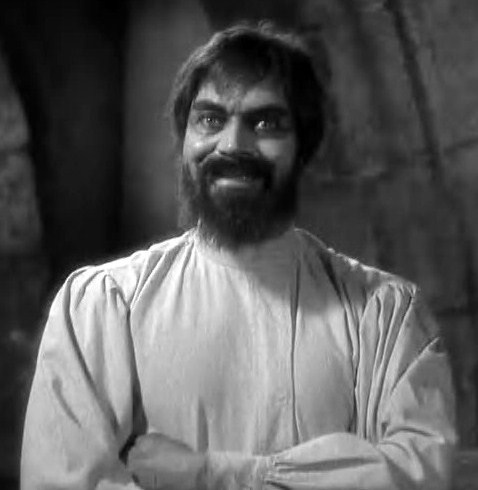
Noble Johnson som Ivan

### Fotnoter
1. ↑  AFI Catalog – History (catalog.afi.com). Läst 2021-11-08.
2. ↑  Visningar Svensk Filmdatabas (svenskfilmdatabas.se). Läst 2021-11-07.
3. ↑  The Most Dangerous Game – Trivia IMDb.com. Läst 2021-11-07.